# ANS Pivani Baku
ANS Pivani Baku (aserbaidschanisch ANS Pivani Bakı Futbol Klubu; russisch ФК АНС Пивани Баку) war ein Fußballverein aus Baku, der Hauptstadt Aserbaidschans.

## Geschichte
Der Verein wurde 1992 gegründet und spielte von der ersten Saison bis zur Auflösung 2000 in der Premyer Liqası, der höchsten Liga.
Im ersten Jahr wurden dem Verein alle Spiele als verloren gewertet. 1998 spielte das Team im Intertoto Cup, schied aber gleich in der 1. Runde gegen FK Inkaras Kaunas knapp im Elfmeterschießen aus.
2000 hatte die Mannschaft den 5. Platz erreicht, musste sich aber wegen finanzieller Probleme nach der Saison vom Spielbetrieb zurückziehen.

## Namensänderungen
- 1992 – Nicat Maştağa
- 1994 – Baku Fəhləsi Maştağa FK
- 1995 – Baku Fəhləsi FK
- 1999 – ANS Pivani Baku FK

## Europapokalbilanz
| Saison | Wettbewerb         | Runde    | Gegner            | Gesamt          | Hin     | Rück    |
| ------ | ------------------ | -------- | ----------------- | --------------- | ------- | ------- |
| 1998   | UEFA Intertoto Cup | 1. Runde | FK Inkaras Kaunas | 1:1 (4:5 i. E.) | 0:1 (A) | 1:0 (H) |

Gesamtbilanz: 2 Spiele, 1 Sieg, 1 Niederlage, 1:1 Tore (Tordifferenz ±0)